# سلولوید دریمز
سلولوید دریمز (انگلیسی: Celluloid Dreams) شرکت فیلم‌سازی فرانسوی است، که در سال ۱۹۸۷ توسط هنگامه پناهی تأسیس شد.